# Ljungby
För andra betydelser, se Ljungby (olika betydelser).
Ljungby är centralort i Ljungby kommun i Kronobergs län. Orten ligger där E4 och riksväg 25 möts, i Lagans dalgång.

## Historia

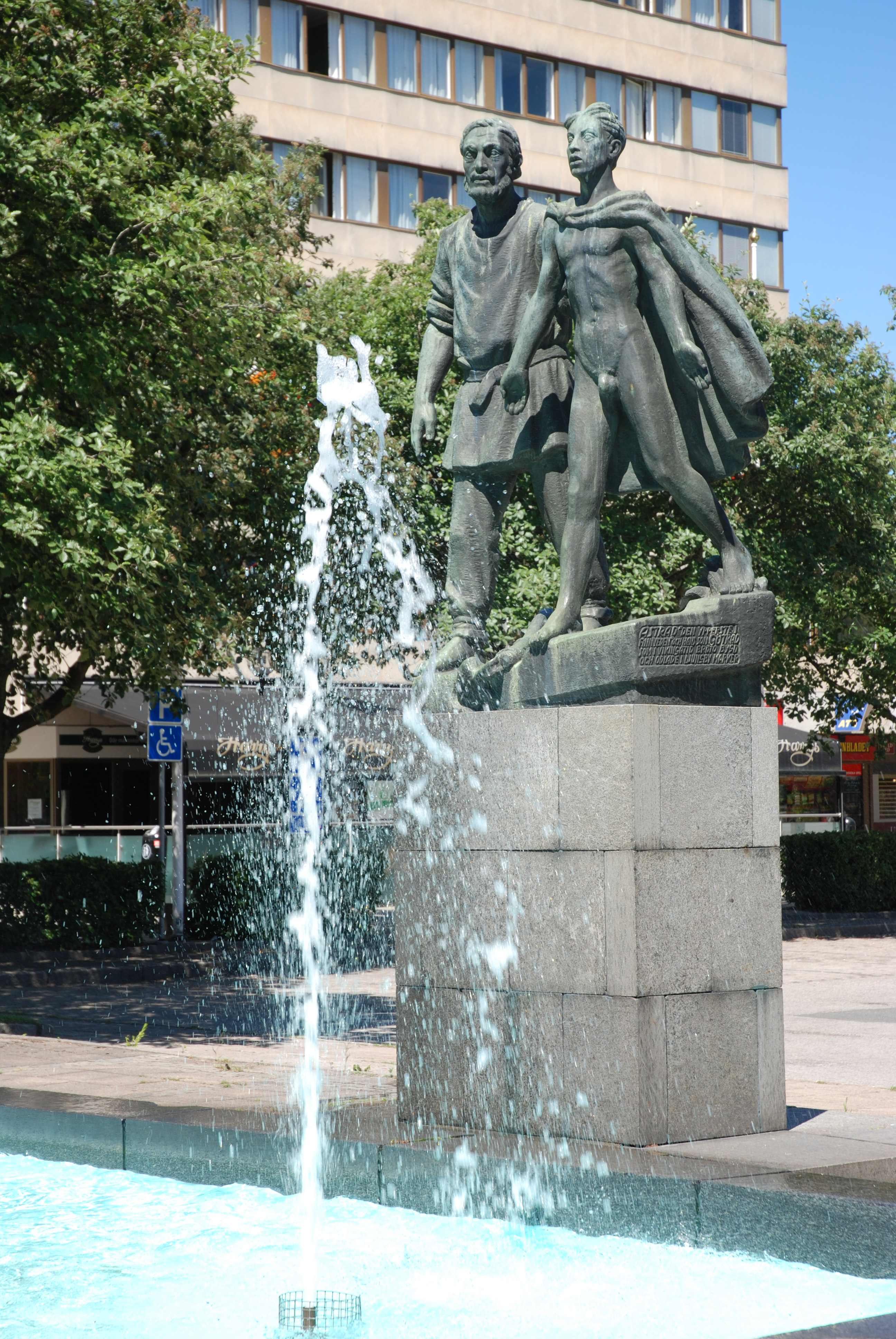
Astrad och Götrad, bronsstaty av John Lundqvist, levde runt 1000-talet och är de första kända invånarna i Ljungby.

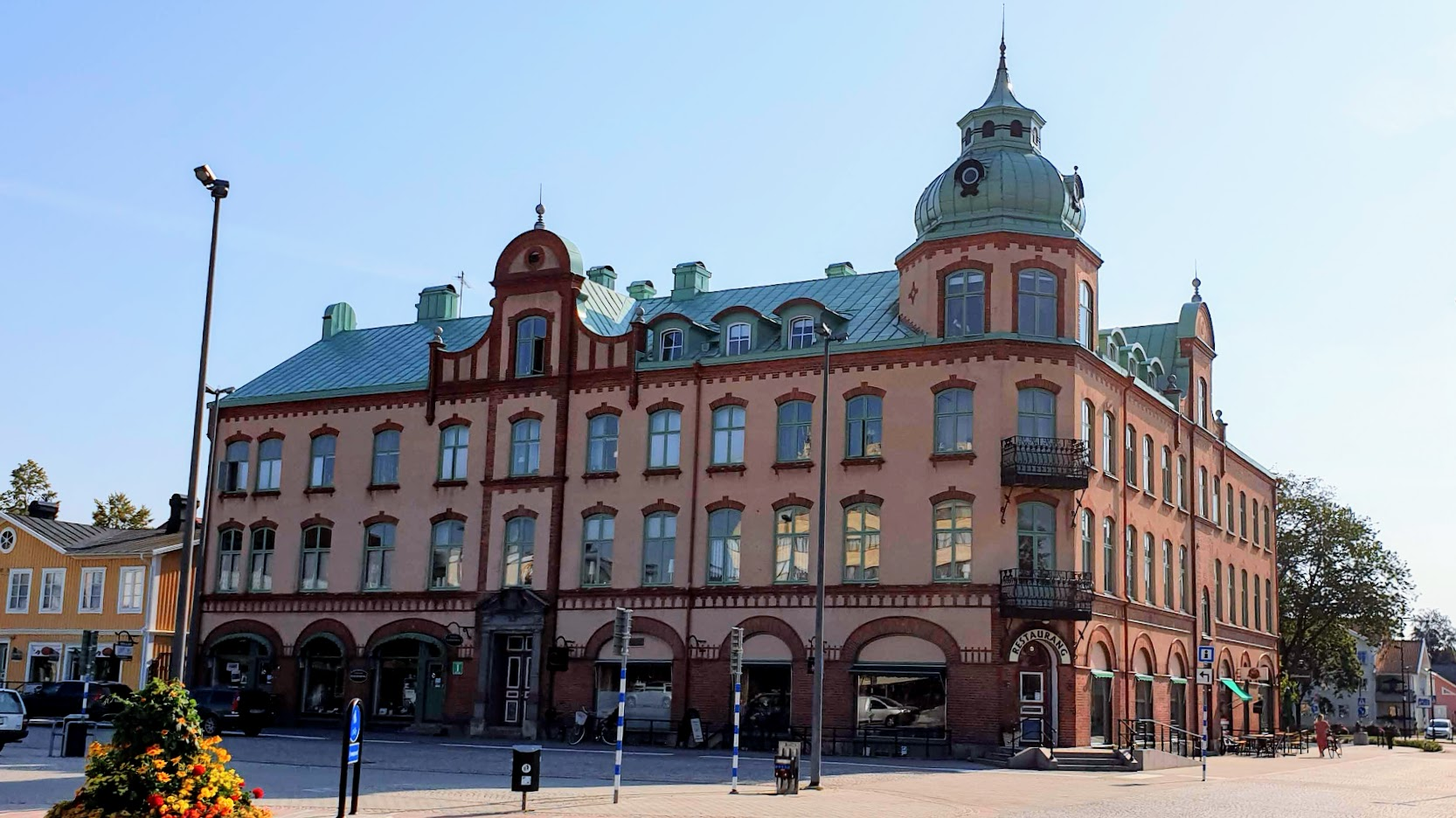
Tellushuset är en av de få äldre byggnader i centrum som varken förstördes i branden 1953 eller senare kom att rivas.

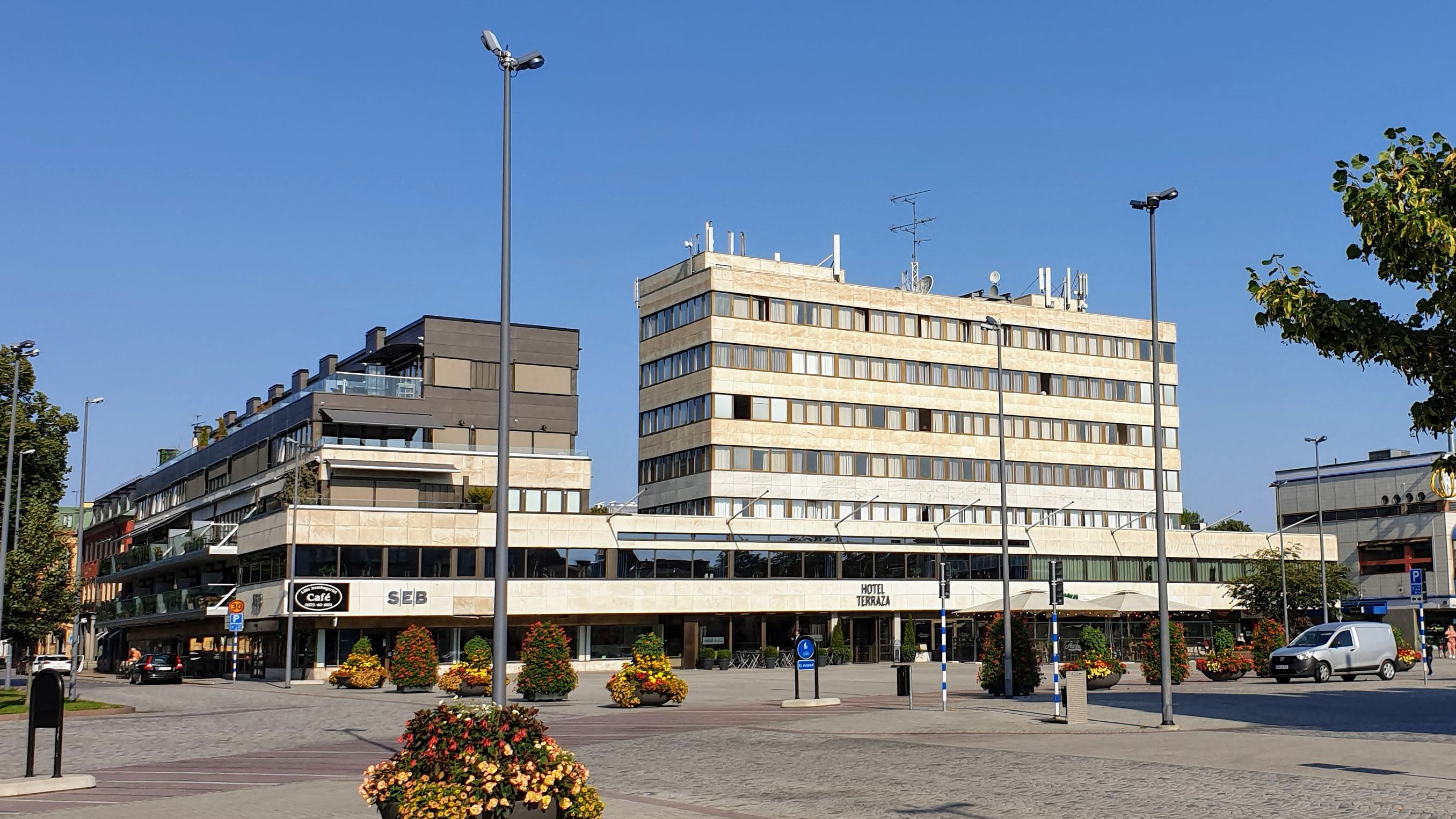
Efter stadsbranden 1953 byggdes många av de nya byggnaderna i en då modernare stil, vilket än idag är mycket omdiskuterat. På bilden syns Hotell Terraza, med sin internationella stil.

Första kända invånaren på den plats där Ljungby ligger i dag var Astrad. Om detta vittnar runstenen Replösastenen från 1000-talet, belägen några kilometer från stadens centrum. Där går att läsa i runskrift: "Götrad gjorde denna vård efter Astrad, den ypperste av de fränder och odalmän som i Finnveden fordom levde." I dag finns en staty på Stora torg från 1952 av John Lundqvist föreställande Astrad och Götrad. Men platsen där Ljungby ligger var bebodd långt tidigare. Om det vittnar inte minst de talrika gravrösen som finns i trakten. Ett av de större gravrösena finns invid Ljungbys vattentorn, och det kallas Kungshögen. Det största gravröset i trakten är dock Höga rör, som ligger ett par kilometer söder om Ljungby vid sluttningen i Lagans dalgång.
På 1100-talet fick Ljungby sin första stenkyrka när Ljungby socken bildades. Ljungby har sedan lång tid tillbaka varit en plats där viktiga handelsvägar i nord-sydlig och öst-västlig riktning korsas. Av denna anledning påbjöd ett kungligt brev på 1300-talet att ett gästgiveri skulle anläggas invid Lagastigen.

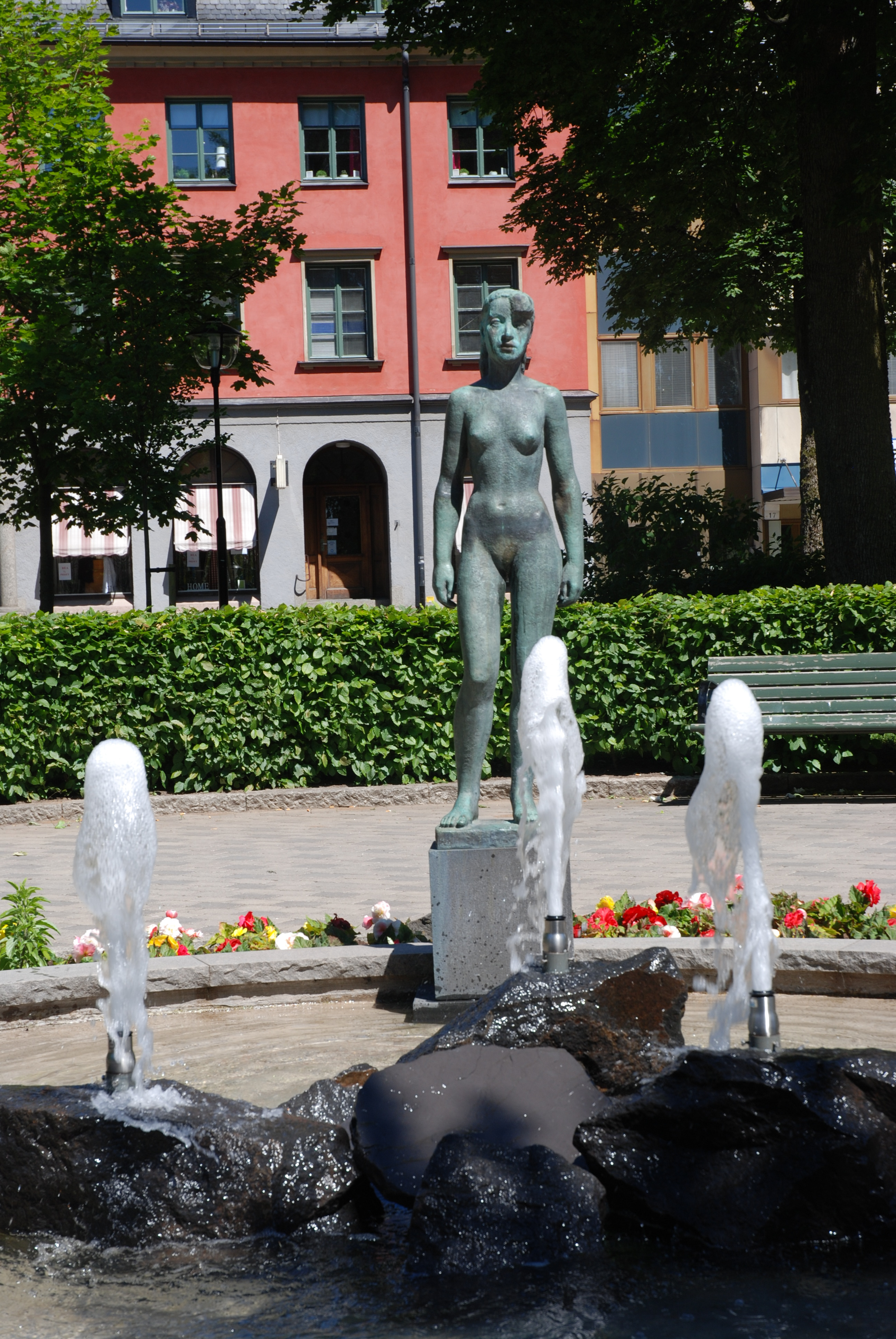
"Ungdom" av John Lundqvist i Järnvägsparken.

1828 bestod dock Ljungby ännu endast av fem gårdar. Man hade i början av 1800-talet tagit upp behovet av en stad i Sunnerbo härad. Ljungby tävlade då med Berga by, där biskop Henrik på 1200-talet erhållit tillstånd att anlägga en stad. Även om Ljungby ansågs ligga mer centralt i häradet och hade bättre landsvägsförbindelser föll dock valet på det förra alternativet.
Enligt kungligt brev den 15 oktober 1828 blev Ljungby en friköping med reglemente från den 28 mars 1829 enligt tre källor, och den 1 januari 1830 enligt en annan. Ljungby anlades till största delen på mark som donerats av Märta Ljungberg, ägare till Ljungbys gästgiveri. En stadsplan med rätvinklade gator användes som grund när köpingens hus skulle byggas. Stadsplanen kom dock att klyvas på tvären, då järnvägen kom till Ljungby. År 1878 invigdes järnvägen mellan Vislanda och Bolmen, som sedan kom att länkas ihop och bli Karlshamn–Vislanda–Bolmens järnväg (KVBJ) respektive Halmstad–Bolmens Järnväg (HBJ). 1899 öppnade den nord-sydliga Skåne-Smålands Järnväg (SSJ). Samtliga av dessa järnvägar är nu nedlagda och upprivna, de sista spåren i Ljungby revs 2009.
Under 1900-talet har staden expanderat, inte minst genom en utbyggnad av verkstads- och trävaruindustrin.
Den första kraftiga tillväxtperioden började vid slutet av 1940-talet för att kulminera på 1960-talet. Lyckligtvis sammanföll behovet av arbetskraft till den växande industrin med att arbetare friställdes på landsbygden. Man hade även god hjälp av arbetskraftsinvandringen som startade under efterkrigstiden.

### Centrumbranden 1953
Natten mellan den 4 och 5 juli 1953 började det brinna i Gustaf Svenssons bilverkstad på Eskilsgatan i kvarteret Stjärnan. Verkstaden var en träbyggnad fylld med bensindunkar, trassel och olja på golvet. Först på plats var Ljungby stadsborgarbrandkår, högst 5 minuter efter larmet, och kunde bekräfta att branden började i bilverkstaden. När elden fått fäste spred den sig vidare öster till resten av träbyggnaderna i kvarteret Stjärnan. Brandkåren hade hoppats på att Föreningsgatan skulle fungera som en brandgata, men vinden förde över gnistor och flammor och snart stod även delar av kvarteret Kometen i lågor.
Bredvid kvarteret Kometen, på Kungsgatan, låg Ljungbys Telegraf- och telefonstation, som försökte skydda sig bakom upphängda blöta dukar. Nattpersonalen klarade inte av det ökade trycket som paniken medförde och blev tvungna att ta in extra personal, som även fick evakuera arkiv och maskiner från byggnaden. Telegraf- och telefonstationen överlevde branden efter att blivit skumsläckt av brandkåren.
För att få kontroll över branden kallade Ljungby på förstärkning från Hamneda, Angelstad, Ryssby, Växjö, Älmhult, och Strömsnäsbruk. Även stadspolisen från Växjö blev inkallade för att stödja Ljungbys polis i att dirigera om trafik och hindra folk från att tränga sig in på brandplatsen. På grund av ett misstag så blev inte brandkåren från Lagan kallade. Brandkårens insats var försvagad då endast en av pumparna på Ljungbys vattenverk var i drift. Aktiveringen av den andra pumpen dröjde då ordinarie maskinist var på semester och vikarien hade problem med att få igång maskineriet. Trots att båda pumparna på vattenverket arbetade räckte fortfarande inte vattnet till. Brandkåren blev tvungna till att aktivera åpumpen vid Lagaån och pumpa in råvatten i Ljungbys vattensystem. Man rekvirerade även en vagn med rör med snabbkopplingar från civilförsvaret och drog dessa rör från Lagaån in till centrum och branden. De lär har mynnat ut i fontänen vid statyn av Astrad och Götrad och gav vatten till fem brandsprutor.
Som mest använde man nio motorsprutor med en total kapacitet på 10 900 liter per minut. Man drog även ut 3 225 meter brandslang runt de drabbade kvarteren.

#### Efterspel
Dagarna efter branden kom man fram till att 7 200 kvadratmeter golvyta hade förstörts och att 20 byggnader blev drabbade av branden; varav 28 bostadslägenheter, 24 affärslägenheter, 12 verkstäder, och 9 lager. De flesta av byggnaderna var från Ljungbys köpingtid och byggda före 1936. Trettio familjer blev hemlösa och 96 personer blev arbetslösa. Man uppskattade att ett värde på tre miljoner kronor hade förstörts under branden. Ingen människa omkom under branden men sju brandmän var tvungna att uppsöka Ljungby lasarett; sex av dem kunde lämna efter kort tid men en var tvungen att stanna kvar.
Då råvatten från Lagaån hade pumpats in i vattensystemet gick Hälsovårdsnämnden ut med en uppmaning om att Ljungbys alla invånare måste koka sitt kranvatten innan det används. Detta var särskilt viktigt då det fanns en stor risk att kloakvatten kommit in i systemet och att det dödliga salmonellautbrottet Alvestaepidemin nyligen nått sin kulmen.
Det fanns rykten om att plundring hade skett under branden. Men det kom inte in några anmälningar och enligt polis och brandbefäl på plats skötte sig alla väl, bortsett från några berusade personer som störde.
Det fanns planer på att uppföra baracker på torget så att de nedbrända butikerna skulle kunna fortsätta sin handel. Men många butiker fortsatte sin verksamhet i andra tillfälliga lokaler, vilket även syntes då endast ett 15-tal personer av de 96 arbetslösa anmälde sig till Arbetsförmedlingen dagarna efter.
Återuppbyggnaden av centrum bestod av byggnader och piazza i en modernare internationell stil. Denna stil är särskilt tydlig i sjuvåningshotellet Hotell Terraza som ersatte Stadshotellet. Planen var att riva Stadshotellet under våren 1961, men det brann istället ner den 18 december 1960.

### Fallet Mattias
Natten till den 5 december 2020 försvann den då sjuttonårige Mattias Borg någonstans i utkanten av centrala Ljungby, när han var på väg hem ifrån en fest. Han bar vid det tillfället inga ytterkläder (jacka och skor) på sig, och hade dessutom råkat lämna kvar sin cykel och mobiltelefon på själva festen. Det har sedan dess pågått en stor sökinsats efter Borg, som dock inte har lett till några större resultat. Det är i nuläget (september 2024) även oklart om han fortfarande är vid liv eller inte.

### Administrativa tillhörigheter
Ljungby blev friköping den 15 oktober 1828 och reglemente för köpingen fastställdes den 28 mars 1829. Den 31 januari 1879 utfärdades för Ljungby köping föreskrifter om tillämpningen av ordningsstadgan, byggnadsstadgan och brandstadgan. Den 10 februari 1893 fastställdes det att hälsovårdsstadgan också skulle gälla i köpingen. 1900 infördes begreppet municipalsamhälle i lagstiftningen och Ljungby köping blev då ett sådant, eftersom åtminstone ett av stadsstadgorna gällde i området utan att det var en stadskommun eller köpingskommun. Den 3 juli 1902 utfärdades en särskild ordningsstadga för Ljungby köpings municipalsamhälle. Den 7 oktober 1921 utökades området för Ljungby municipalsamhälle från 0,98 kvadratkilometer (allt land) till 3,50 kvadratkilometer (varav allt land).
Ljungby var och är kyrkby i Ljungby socken och tillhörde efter kommunreformen 1862 Ljungby landskommun, då köpingen inte utgjorde en egen kommun. Den 1 januari 1936 (enligt beslut den 20 september 1935) ombildades Ljungby socken och landskommun med municipalsamhället till Ljungby stad. 1971 uppgick stadskommunen i Ljungby kommun där orten sedan dess är centralort i kommunen.
I kyrkligt hänseende har Ljungby alltid hört till Ljungby församling varur 2002 utbröts Ljungby Maria församling.
Orten ingick till 1971 i Sunnerbo tingslag. Från 1971 till 2005 ingick Ljungby i Ljungby domsaga för att från 2005 ingå i Växjö domsaga.

### Befolkningsutveckling
| Befolkningsutvecklingen i Ljungby 1960–2020 | Befolkningsutvecklingen i Ljungby 1960–2020 | Befolkningsutvecklingen i Ljungby 1960–2020 | Befolkningsutvecklingen i Ljungby 1960–2020 | Befolkningsutvecklingen i Ljungby 1960–2020 |
| ------------------------------------------- | ------------------------------------------- | ------------------------------------------- | ------------------------------------------- | ------------------------------------------- |
|                                             |                                             |                                             |                                             |                                             |
| År                                          |                                             |                                             | Folkmängd                                   | Areal (ha)                                  |
| 1960                                        | 1960                                        |                                             | 8 750                                       |                                             |
| 1965                                        | 1965                                        |                                             | 10 727                                      |                                             |
| 1970                                        | 1970                                        |                                             | 12 596                                      |                                             |
| 1975                                        | 1975                                        |                                             | 12 969                                      |                                             |
| 1980                                        | 1980                                        |                                             | 13 667                                      |                                             |
| 1990                                        | 1990                                        |                                             | 14 192                                      | 1 048                                       |
| 1995                                        | 1995                                        |                                             | 14 480                                      | 1 064                                       |
| 2000                                        | 2000                                        |                                             | 14 485                                      | 1 078                                       |
| 2005                                        | 2005                                        |                                             | 14 810                                      | 1 085                                       |
| 2010                                        | 2010                                        |                                             | 15 205                                      | 1 193                                       |
| 2015                                        | 2015                                        |                                             | 15 785                                      | 1 224                                       |
| 2020                                        | 2020                                        |                                             | 16 098                                      | 1 238                                       |
|                                             |                                             |                                             |                                             |                                             |

## Bebyggelse
Bebyggelsen i de centrala delarna ligger i ett rutmönster med den gamla banvallen till Skåne-Smålands Järnväg, och några vägar löper parallellt med den på diagonalen. Stora delar av centrum brann på 1950-talet och är därmed från denna tid. I utkanterna, speciellt ner mot ån Lagan, ligger dock äldre trävillor, ofta målade i starka färger.
I centrum finns förutom lokala butiker även de större butikskedjorna, exempelvis KappAhl, Lindex, Dressmann och Kicks.
Lasarettet Ljungby är ett akutsjukhus med vårdavdelningar, operationsavdelning samt ett stort antal specialistmottagningar.

## Kommunikationer
Ljungby som ligger där motorvägen på E4 och riksväg 25 möts har goda vägförbindelser.
Tidigare hade Ljungby järnvägsförbindelser i fyra väderstreck: med smalspår (1067 mm) till Halmstad Östra och Karlshamns central, samt med normalspår till Värnamo och Åstorp. Båda järnvägarna är nedlagda och revs mellan 1966 och 2011. Flera politiker inom Ljungby kommun har under cirka 30 år försökt att återupprätta järnvägsförbindelser igen, dels på de numera nedlagda järnvägarna men också genom att Ljungby ska bli en del av Höghastighetsbanan.
Ljungby har även en mindre flygplats, Ljungby - Feringe flygplats, som ligger 13 kilometer nordost om tätorten. Denna flygplats är inte längre en kontrollerad trafikflygplats utan tillhör numera en flygklubb och används även av en fallskärmshopparklubb. Närmsta flygplats med passagerartrafik är Smaland Airport, Växjö.

## Näringsliv och utbildning

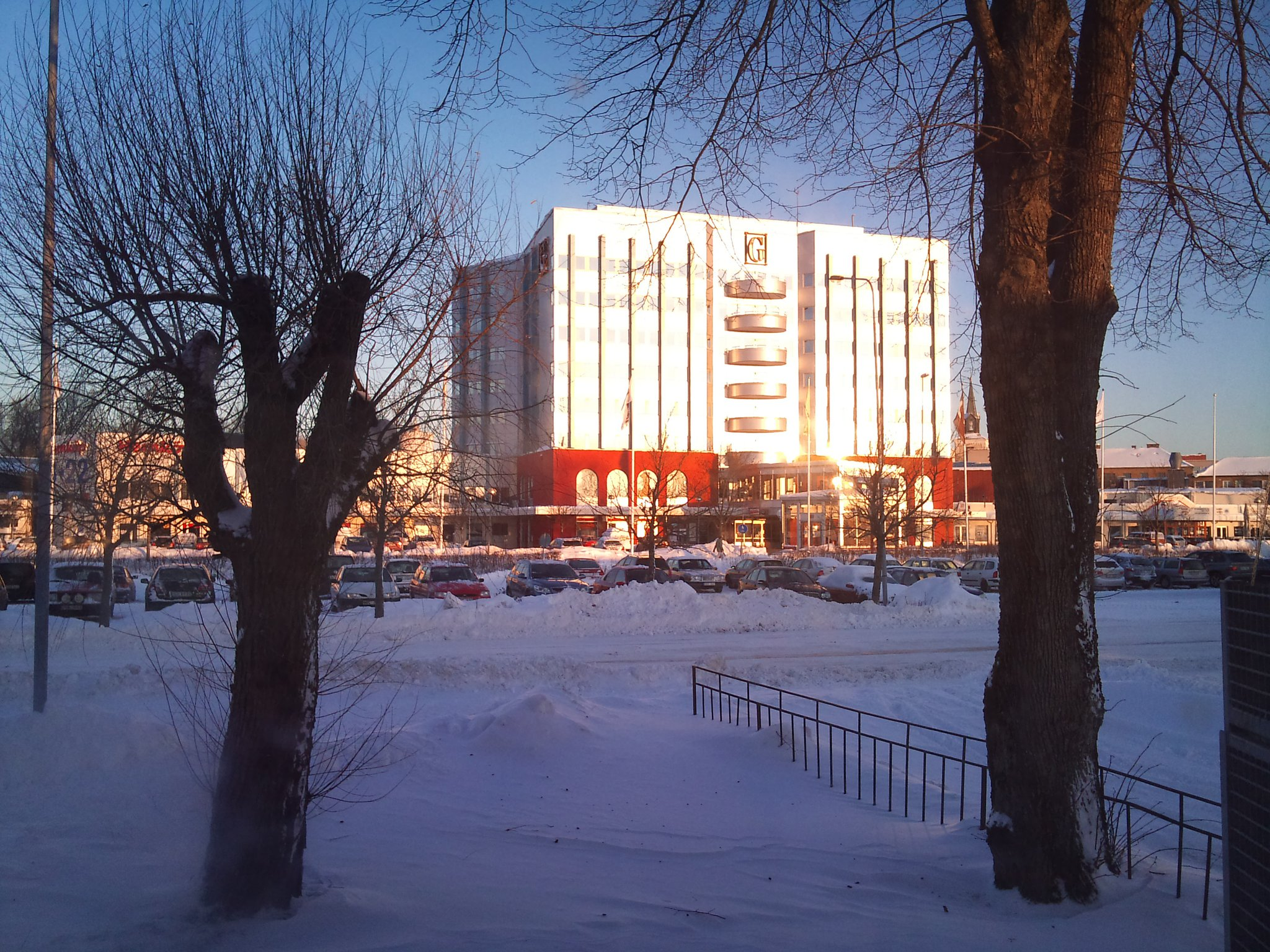
Centrum för Informationslogistik har sina lokaler på plan två i den stora byggnaden "Garvaren".

Näringslivet i Ljungby består i huvudsak av exportorienterad verkstadsindustri och har en jämförelsevis hög specialisering inom industrinäringen, men saknar däremot specialisering inom service- och handelssektorn. Mer än en tredjedel av sysselsättningen i kommer från tillverkande branscher, vilket är högre än Kronoberg och Sverige överlag. Läget utmed de två stora transportlederna E4:an och Riksväg 25 ger Ljungby ett attraktivt läge för flera logistikföretag.
Bland industrierna i Ljungby finns Svetruck, Wascator Electrolux, Strålfors, Ljungby Maskin, CTC Enertech, HP Tronic, LL-Skogsmaskiner, Swepac, Henjo Plåtteknik, Mobylife och Postnord. Det finns även ett antal mindre och nischade företag placerade i Ljungby.
Inom tjänste- och IT-sektorn finns företag som grundats i staden. På 1980-talet startade AdEra Göteborg ett kontor i Ljungby. AdEras IT-avdelning köptes senare ut i företaget Sector 5, nuvarande Consid. Reklam- och kommunikationsdelen av AdEra fortsatte inom flera mindre fåmansbolag. Kontek har utvecklats från blankettryckeri till programvaruleverantör för att numera säga sig vara en specialist inom lönehantering, inklusive outsourcade löneavdelningar. I Lagan finns SAC Nordic som är specialiserade på utrymningssystem.
Ljungbystopp kallas det handelsområde och rastplats som ligger intill E4:ans södra infart mot Ljungby. Från början fanns bara ett motell med bensinmack men området har expanderat och idag finns bland annat Max hamburgerrestauranger, CityGross, Jysk, Intersport, McDonalds, Sibylla, Circle K, Elgiganten, Dollarstore, Rusta, Old Mikes Diner, Biltema samt bensinstationer, tvätthallar, lastbilsrast och en padelhall. Motellet är idag hotell i kedjan Best Western och där finns restaurangen Pinchos. Området byggs successivt ut.
Andelen högutbildade med en eftergymnasial utbildning är lägre i Ljungby jämfört med övriga landet, men har däremot en högre andel invånare med avslutad grundskole- och gymnasieutbildning. Många företag har brist på rätt kompetens då det är svårt att attrahera ungdomar med industriteknisk utbildning.
Högskolecentrum Ljungby består av fyra utbildningsanordnare som tillsammans genomför utbildningar samt ett antal uppdragsutbildningar. Högskolecentrum är ett samarbete mellan Ljungby kommun, näringsliv och Linneuniversitetet. Det nära samarbete med de lokala företagen gör att utbildningarna kan anpassas åt näringslivets behov.

### Bankväsende
Sunnerbo härads sparbank grundades 1863 i Ljungby. Den uppgick år 1980 i Sparbanken Kronan och blev sedermera en del av Swedbank.
Smålands enskilda bank öppnade ett kontor Ljungby i början av år 1868. På 1900-talet tillkom ett avdelningskontor för Sydsvenska kreditaktiebolaget tillkommit. Både Smålandsbanken och Skånska banken hade länge kontor på orten och senare under 1900-talet tillkom Skandinaviska banken. De uppgick så småningom i Nordea, Handelsbanken respektive SEB.
Den 30 juni 2017 stängde Nordea sitt kontor i Ljungby. Därefter fanns Handelsbanken, Swedbank och SEB kvar på orten.

## Kultur, nöje, turism och föreningsliv

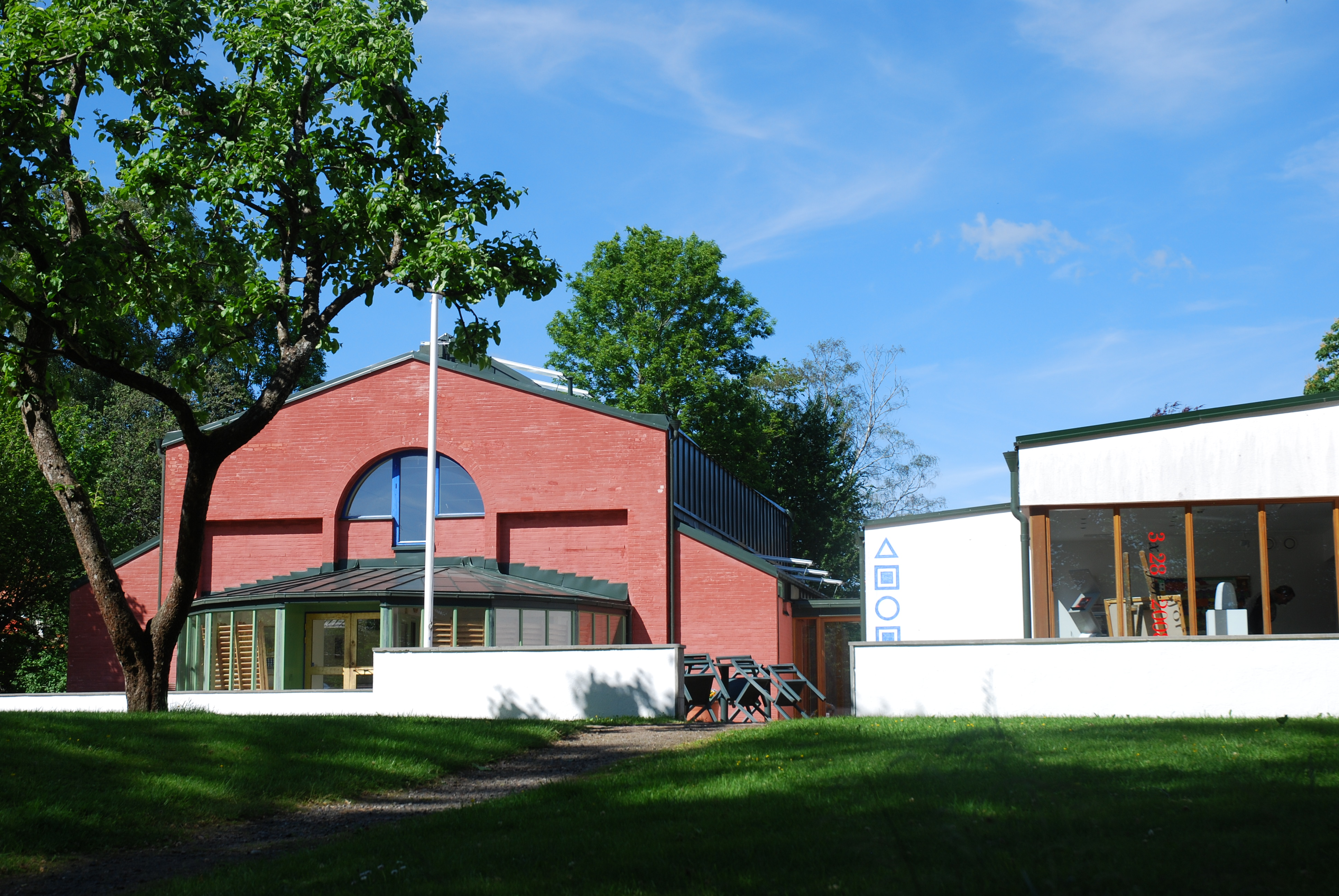
Ljungbergmuseet, ritat av Pontus Ljungberg

### Bildkonst
Konstnären och författaren Sven Ljungberg, vars namn givit namn till Ljungbergmuseet är Kronobergs läns bildkonstmuseum. Konstnären Ann Margret Dahlquist-Ljungberg, hustru till Sven Ljungberg, levde även hon under många år i Ljungby, och dog här. Skulptören Albert von Stockenström levde under många år i Ljungby, och dog här. 
I Ljungby med dess småorter finns flera konstnärer. Järnvägsmålaren Ove Persson växte upp i Piksborg. Den internationellt erkände konstnären Erik Ortvad levde senare delen av sitt liv i Kvänjarp strax utanför Ljungby.
Birgitta Heiling har gjort mosaik till Region Kronoberg jämte tavlor och teckningar med utställningar på Liljevalchs, Halmstad museum samt privata gallerier.
Fredrik Jansson är gymnasieadjunkt och konstnär med eget galleri i Nöttja. Konstnären Kenneth Sjöö föddes i Ljungby och blev konstnär på heltid år 1972 med utställningar både lokalt och i Sverige. 

### Museum
Det finns ett Sagomuseum, beläget vid Ljungby Gamla Torg. På Gamla Torg finns Ljungby Hembygdsförenings museum och verksamhetslokaler, i huvudsak ett gammalt tingshus. Det finns också ett välbevarat garveri.
Minivärlden Ljungby är ett slags museum och aktivitetscenter som visar modelltåg, miniatyrvärldar och modellbyggen i kombination med aktiviteter. De hade drygt 5 000 besökare år 2019.
Svenska kyrkan driver ett begravningsmuseum som visar 1800- och 1900-talets seder och historia kring begravningar och döden.

### Musik och teater
I Ljungby hålls under det årliga Ljungbydagarna som är en stadsfest med musik, mat och underhållning. Från Ljungby kommer orkestern Jazz i Baljan, som vid stadsjubileet år 1986 skapade jazztävlingen Swedish Open i Gladjazz som upphörde år 2002.
Ljungbyrevyn är namnet på revyer som hållits i många år med varierande deltagare och producenter, för närvarande föreningen Kulpåsen.
Dessa och andra föreställningar spelas ofta på teatern Grand, som också har varit biograf. Teaterbiografen byggdes cirka år 1904-1905 och drevs av Gottfrid Sjöberg (1880-1958) och Ernst Lindén. Själva biografen var först mobil och monterades upp och ned inför filmvisningar, men 1919 förvärvade Sjöberg och Lindén byggnaden och installerade permanent biografutrustning. Ernst Lindén var Sveriges äldsta biografägare fram till 1960-talet.
Grand renoverades under åren 2019-2021, med ett försenat avslut på två månader, till en beräknad kostnad av 36,3 miljoner kronor, en ökning från ett beslut daterat 2014 om medel 25 miljoner kronor. Vid renoveringen upptäcktes äldre konstverk och målningar som dolts bakom renoveringar gjorda under 1960-1980-talet och sidobalkonger öppnades upp för publik igen. Balkongerna hade inte varit synliga sedan år 1932.

### Djurparker
I Ljungby kommun finns två älgparker där besökaren får komma nära djuren. Det finns också en alpackagård och en bondgård med djur som besökare får mata. På flera av parkerna finns ställplatser för husbilar. 

### Övrigt
I Ljungby har det funnits flera scoutkårer under det gemensamma namnet Ljungby Scoutkår. Kåren grundades 1915 och lades ned 2019. Däremellan har den varit aktiv och vilande och bestått av olika avdelningar och underföreningar som slagits ihop till Ljungby Scoutkår. Föreningens arkiv finns bevarat på Ljungby Kommunarkiv. Vissa inventarier så som en "runsten" (en minnesten) som togs fram vid scoutkårens egna stugbygge och delar av väggmålningar med djungelboksmotiv relaterande till vargungescouter, utförda av Sigge Ljungberg och Folke Gjerulf, finns sparade hos en av kårens tidigare medlemmar. År 2022 finns aktiv scoutverksamhet inom Equmeniakyrkan.

## Kyrkor och trossamfund
| - Ljungby församling - Ljungby Maria församling - Annelundskyrkan | - Pingstkyrkan i Ljungby (Pingströrelsen) - Betelkyrkan EFK - Missionskyrkan - S:t Stefans katolska kapell, Ljungby - Markuskyrkan, LBK - Allianskyrkan |

## Sport
De mest kända föreningarna är Ishockeyklubben IF Troja-Ljungby och Ljungby IF (fotboll) samt Ljungby Volleyboll klubb.